# Futureal
«Futureal» es un sencillo de Iron Maiden que forma parte del undécimo disco Virtual XI, el cual fue publicado en 1998. Justo unos meses después de que este sencillo fuera publicado, el vocalista Blaze Bayley, fuera despedido de la banda.

## Sinopsis
La canción fue votada como una de las mejores canciones de Iron Maiden y fue incluida en el álbum recopilatorio y videojuego de Ed Hunter. Es también una de las dos canciones que fueron incluidas en el disco recopilatorio de Edward the Great, la otra canción es Man on the Edge. La portada de sencillo es notable que la mascota de Iron Maiden Eddie the Head, es como un cyborg, similar al de Somewhere in Time. El solo de guitarra de la canción es interpretado por Dave Murray.
Esta canción durante la gira del Ed Hunter era tocada por la banda, lo que la incluye en una de las cinco canciones tocadas después de la era de Blaze. Del álbum The X Factor, se han interpretado en diversas giras, tres canciones: Sign Of The Cross, Lord Of The Flies y Man On The Edge. Del Álbum Virtual XI, además de la canción mencionada, se ha interpretado The Clansman. 
La canción vuelve a aparecer como cara B del siguiente sencillo The Wicker Man, grabada en vivo en 1999.

## Lista de canciones
1. «Futureal» – (Blaze Bayley, Steve Harris) – 2:59
2. «The Evil That Men Do» (live -  Kåren, Gothemburg, 1 de noviembre de 1995) (Bruce Dickinson, Harris, Adrian Smith) – 4:20
3. «Man on the Edge» (live -  Kåren, Gothemburg, 1 de noviembre de 1995) (Bayley, Janick Gers) – 4:09
4. «The Angel and the Gambler» (video) (Harris) – 9:51

## Equipo
- Blaze Bayley – voz
- Dave Murray – guitarra
- Janick Gers – guitarra
- Steve Harris – bajo eléctrico, coros
- Nicko McBrain – batería